# Виноградова, Нина Ивановна
Ни́на Ива́новна Виногра́дова (укр. Нина Іванівна Виноградова; род. 23 апреля 1958, Мурафа, Краснокутский район, Харьковская область, УССР, СССР) — украинская русскоязычная поэтесса, художница. Соосновательница (с художником и поэтом Владимиром Стариковым) самодеятельного малотиражного бук-арт-издательства SVinX.

## Биография
Училась в Харьковском художественном училище (окончила в 1977 году). Публикует стихи с 1983 года. Автор поэтических сборников «Антология эгоизма» (1999), «Просто собака» (2001), «Чёрный карлик» (2007), «Явь» (2013).
Публиковалась в периодических изданиях, альманахах и коллективных сборниках «Алконостъ», «Арион», «Воздух», «Волга», «Время Ч», «Дальний Восток», «Дети Ра», «Дикое поле», «Донбасс», «Знамя», «Каштановый дом», «Крещатик», «Освобождённый Улисс», «Плавучий мост», «РПР. Сборник анонимных текстов», «Смена», «©оюз Писателей» (в том числе как художник-график), «Стых», «Черновик», «ШО», Homo Legens, международной антологии текстов о слепоглухоте «Я — тишина» (2021).
Лауреат Муниципальной премии имени Б. А. Чичибабина (2006).
Живёт в Харькове.